# مطرانية القدس الأسقفية
مطرانية القدس الأسقفية الأنجليكانية هي الأسقفية الأنجليكانية في فلسطين وإسرائيل والأردن وسوريا ولبنان وسائر المنطقة، يقع مقر أسقف المطرانية في القدس، وتضم المطرانية آلالاف الرعايا، وتتبع لها الكثير من الكنائس في دول المنطقة، كما تضم المطرانية مجموعة من المستشفيات والمدارس التعليمية والمؤسسات الخدماتية.

## تاريخ
تأسست مطرانية القدس الأسقفية الأنجليكانية في القدس عام 1841، وقد شهد عام 1976 تكريس أول مطران أنجليكاني عربي في القدس في التاريخ، وهو المطران الفلسطيني فائق إبراهيم حداد، وقد قام المطران فائق حداد بعملية تعريب للمطرانية خلال فترة توليه رئاسة الأسقفية.

الأسقف فائق حداد

## مقر الأسقف
يقع مقر المطران الأنجليكاني في مدينة القدس وتحديدًا في كاتدرائية القديس جورج.

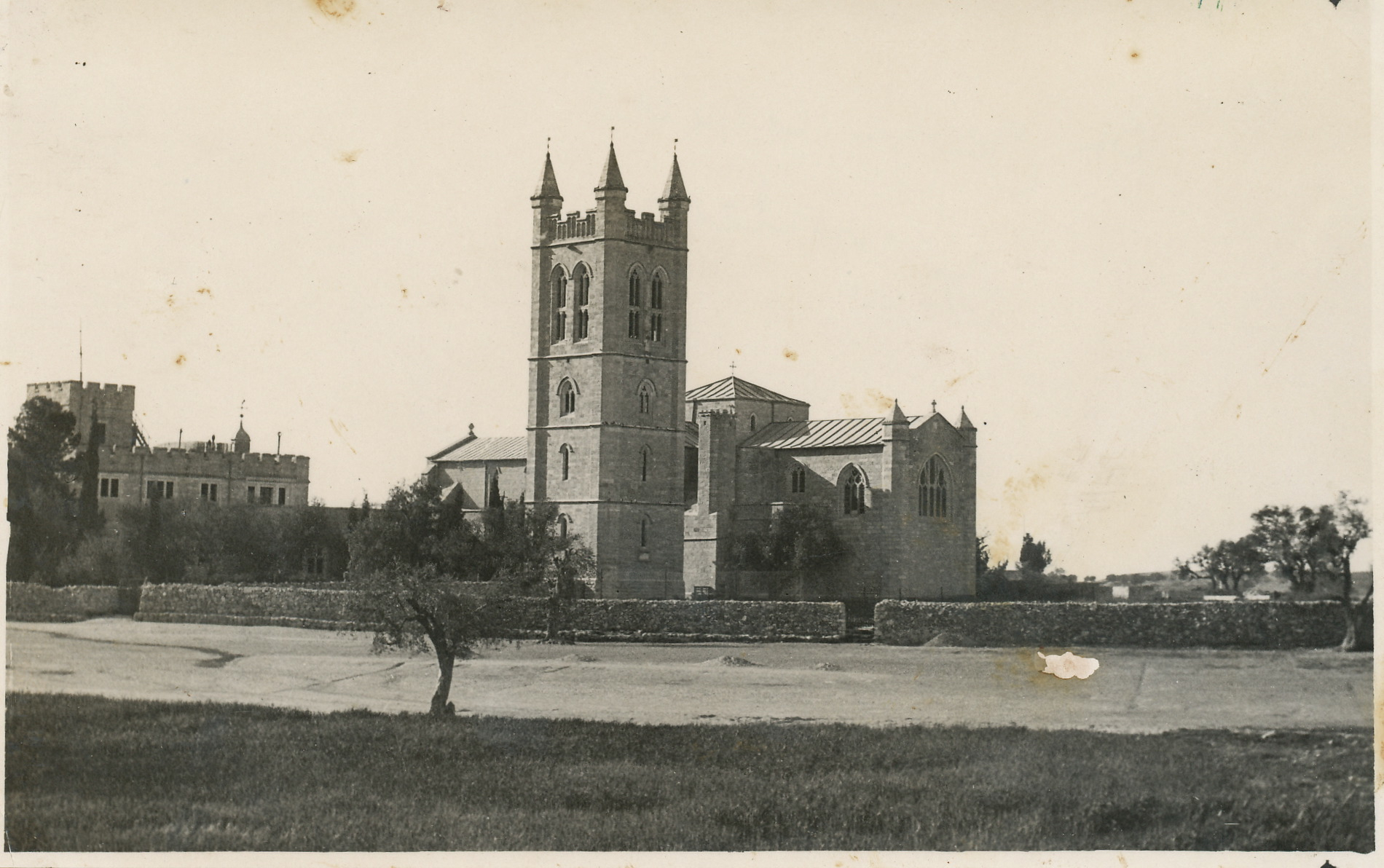
كاتدرائية القديس جورج في القدس عام 1930
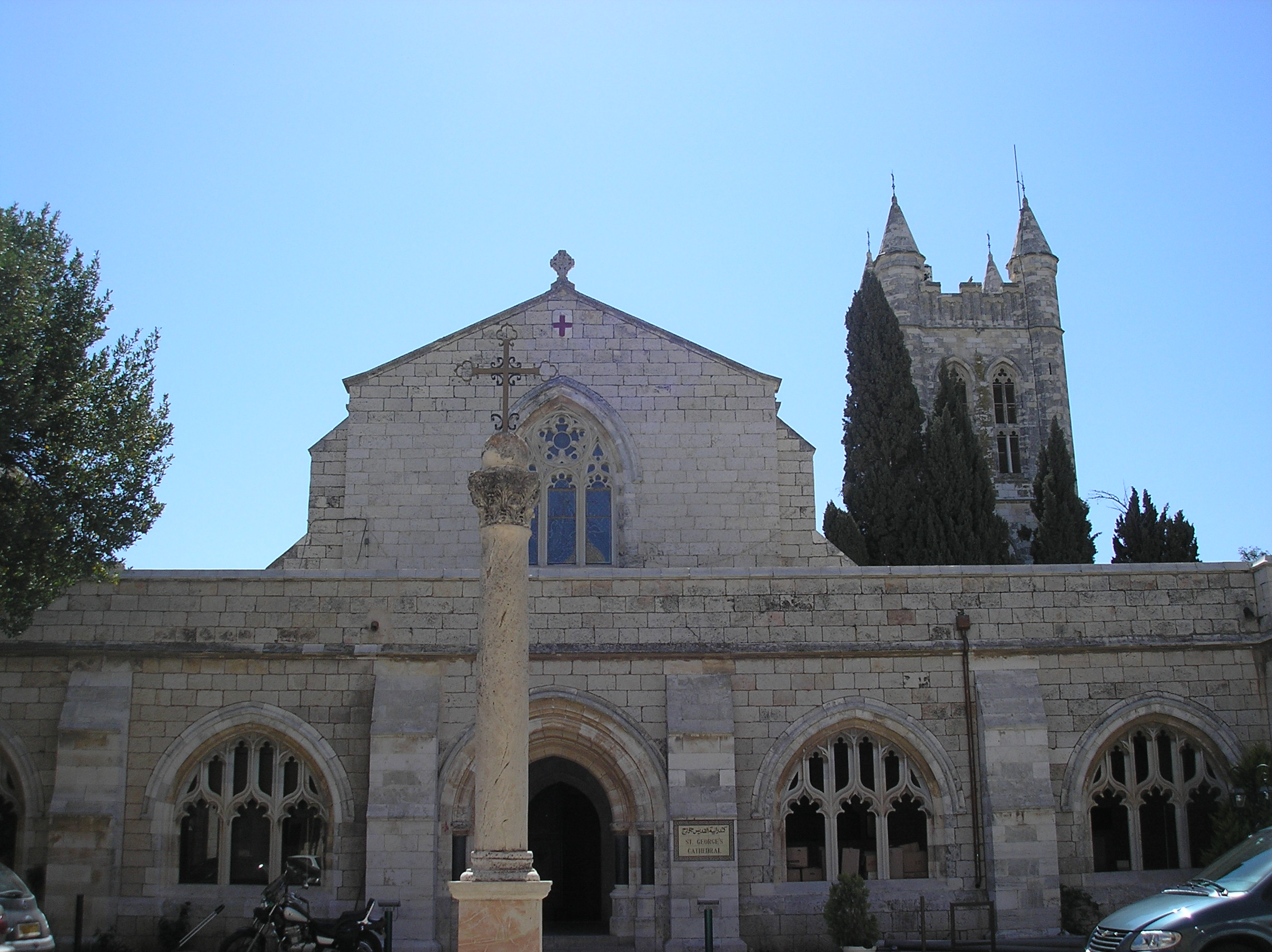
كاتدرائية القديس جورج في القدس اليوم

## قائمة الأساقفة
فيما يأتي قائمة بأسماء الأساقفة الأنجليكان منذ تأسيس الأسقفية وحتى اليوم:
| ترتيب الأساقفة    | اسم الأسقف                                | الفترة      |
| ----------------- | ----------------------------------------- | ----------- |
| الأسقف الأول      | المطران مايكل الكسندر                     | 1841 – 1846 |
| الأسقف الثاني     | المطران صموئيل غوبات                      | 1846 – 1879 |
| الأسقف الثالث     | المطران جوزيف باركلي [الإنجليزية]         | 1879 – 1881 |
| شاغر              | –                                         | 1881 – 1887 |
| الأسقف الرابع     | المطران جورج بليث [الإنجليزية]            | 1887 – 1914 |
| الأسقف الخامس     | المطران ريني ماكينيس [الإنجليزية]         | 1914 – 1932 |
| الأسقف السادس     | المطران فرانسيس غراهام براون [الإنجليزية] | 1932 – 1943 |
| الأسقف السابع     | المطران ويستون ستيوارت [الإنجليزية]       | 1943 – 1957 |
| الأسقف الثامن     | المطران كامبل ماكينيس [الإنجليزية]        | 1957 – 1969 |
| الأسقف التاسع     | المطران جورج أبليتون [الإنجليزية]         | 1969 – 1974 |
| الأسقف العاشر     | المطران روبرت ستوبفورد                    | 1974 – 1976 |
| الأسقف الحادي عشر | المطران فائق حداد                         | 1976 – 1984 |
| الأسقف الثاني عشر | المطران سمير قفعيتي                       | 1984 – 1997 |
| الأسقف الثالث عشر | المطران رياح أبو العسل                    | 1997 – 2007 |
| الأسقف الرابع عشر | المطران سهيل دواني                        | 2007 – 2021 |
| الأسقف الخامس عشر | المطران حسام إلياس نعوم                   | 2021 –      |

## وصلات خارجية
- الموقع الرسمي لمطرانية القدس الأسقفية الأنجليكانية